# Alexander Tutsek-Stiftung
Die gemeinnützige Alexander Tutsek-Stiftung wurde im Jahr 2000 von Alexander Tutsek (1927–2011) und Eva-Maria Fahrner-Tutsek (* 1952) in München gegründet. Sie fördert Kunst und Wissenschaft. Stiftungszwecke sind die Förderung der bildenden und darstellenden Künste mit den Schwerpunkten zeitgenössisches Glas und Fotografie sowie die Förderung der Forschung und Lehre in den Ingenieurwissenschaften bezogen auf die Fachbereiche Steine, Erden, Glas und Keramik.

## Organisation
Die Stiftung ist eine rechtsfähige Stiftung bürgerlichen Rechts. Sie wird durch den Vorstand vertreten. Geschäftsführender Vorstand ist die Vorstandsvorsitzende Eva-Maria Fahrner-Tutsek.

## Sitz und Ausstellungsorte
Die Stiftung unterhielt im Münchner Stadtteil Schwabing lange Zeit in der „Villa“ einen Ausstellungsort. Die denkmalgeschützte Jugendstilvilla wurde 1911 von German Bestelmeyer für den Bildhauer Georg Albertshofer als Atelier und Wohnhaus erbaut. Seit August 2024 hat die Stiftung ihren neuen Sitz in der Parkstadt Schwabing, dort befindet sich seit 2021 der Ausstellungsraum „BlackBox“ und seit 2025 ein zusätzlicher Ausstellungsraum, der darüberliegende „BlackBox FirstFloor“.

## Förderschwerpunkt Kunst

### Kunstsammlung
In ihrer international orientierten Sammlungs- und Ausstellungstätigkeit konzentriert sich die Stiftung auf zeitgenössische Skulpturen und Fotografie.  Das Besondere an den Skulpturen ist, dass sie aus dem Material Glas, einem in der zeitgenössischen Kunst selten verwendeten Werkstoff, hergestellt sind. Die Voraussetzungen für diese Richtung in der Kunst wurden in den 1960er Jahren mit der sogenannten Studioglasbewegung geschaffen. Die Sammlung der Stiftung erfasst neue Richtungen in der Fotografie und im zeitgenössischen Glas, repräsentiert durch Werke internationaler Künstler.

### Ausstellungen
- Glas neu erleben 1
- Glas neu erleben 2
- Das verlorene Gesicht wieder gefunden
- Und ewig sehnt sich fort das Herz
- Glass.China
- Frozen-in Tension
- Diesseits von Afrika
- In the Name of Love
- Wo bist du? Skulpturen von Erwin Eisch
- Ann Wolff. Persona
- Life is not a Beach
- lebenswelt | life-world
- Das Andere Sehen
- Primäre Gesten
- About Us. Junge Fotografie aus China
- WIDE OPEN. INS OFFENE
- So much Love and Compassion
- INDUSTRIAL RHAPSODY
- The World in My Hand
- Love, Maybe - Intimacy and Desire in Contemporary Art

### Institutionsförderung
Die Stiftung fördert museale Institutionen. Sie hat beispielsweise die Kunstsammlungen der Veste Coburg bei der Ausrichtung des Coburger Glaspreis 2014 und des Coburger Glaspreis 2022 als Mitveranstalterin unterstützt. Mit dem Haus der Kunst ist sie im Juni 2016 eine längerfristige Kooperation eingegangen, die eine umfassende und kontinuierliche Förderung beinhaltet. In den vergangenen Jahren hat die Stiftung außerdem verschiedene Fotoausstellungen im Haus der Kunst gefördert. Die Fotosammlung der Pinakothek der Moderne wird ebenfalls unterstützt.

### Nachwuchsförderung
Die Stiftung hat ein Förderprogramm ins Leben gerufen, das die Verbesserung der Ausbildung von Kunststudierenden im Fach Skulptur mit dem Schwerpunkt Glas zum Ziel hat. Entsprechende Klassen an Kunstakademien und Glasfachschulen erhalten bei diesem Programm eine finanzielle Unterstützung für die Verwirklichung von studentischen Ausstellungsprojekten, die Produktion von aufwendigen Kunstwerken und die angemessene technische Ausstattung von Werkstätten.

## Förderschwerpunkt Wissenschaft

### Forschungsförderung
Die Stiftung fördert die Forschung und Lehre in den Ingenieurwissenschaften. Ein Schwerpunkt der Fördermaßnahmen liegt auf der Grundlagen- und angewandten Forschung in den Fachgebieten Steine, Erden, Glas und Keramik, welche wichtige Grundlagen für andere Teilgebiete der Ingenieurwissenschaften liefern.

### Nachwuchsförderung
Die Nachwuchsförderung im Bereich Wissenschaft richtet sich an Studierende der Ingenieurwissenschaften in den Fachgebieten Steine, Erden, Glas und Keramik. Die Stiftung legt insbesondere einen Schwerpunkt auf die Verbesserung der Ausbildungsmöglichkeiten und vergibt Stipendien.

## Publikationen
- Katalog eins
- Das verlorene Gesicht wieder gefunden
- Glass.China
- In the Name of Love. Ausgezeichnet mit dem iF Communication Design Award[26]
- Ann Wolff. Persona
- Ann Wolff - Frühe Zeichnungen
- About Us. Young Photography in China
- The World in My Hand - Telefonbuch
- Love, Maybe - Intimacy and Desire in Contemporary Art